# Demian Korotchenko
Demian Serguiïovitch Korotchenko (en ukrainien Дем'ян Сергійович Коротченко, en russe Демьян Сергеевич Коротченко), né le 10 novembre 1894 à Pohrebky (oblast de Soumy en Ukraine) et mort le 7 avril 1969 à Kiev, est un homme politique soviétique de nationalité ukrainienne.

## Biographie
Korotchenko a servi de 1915 à 1918 dans l'Armée impériale russe et a été à partir de 1918 membre du parti communiste.  À partir du 26 décembre 1947 jusqu'au 15 janvier 1954, il fut président du Conseil des commissaires du peuple (chef du gouvernement) de la République socialiste soviétique d'Ukraine et du 18 janvier 1954 jusqu'à sa mort, il succéda à Mychajlo Hretschucha, président du Soviet suprême de la RSS d'Ukraine et vice-président du Présidium du Soviet suprême de l'URSS.  
Lors du XIXe Congrès du PCUS en 1952, il a été élu membre titulaire du Politburo du Parti communiste de l'Union soviétique, couronnement d'une carrière bien remplie au service du communisme soviétique. Il en est démis dès le 5 mars 1953.
Le 15 janvier 1954, par décret du Présidium du Conseil suprême de la RSS d'Ukraine, Korotchenko fut démis de ses fonctions de président du Conseil des ministres de la République en raison de son élection à la tête du Présidium du Soviet suprême de la RSS d'Ukraine. Il a exercé cette fonction jusqu'aux derniers jours de sa vie, tout en étant vice-président du Présidium du Soviet suprême de l'URSS.
Il est mort à Kiev et a été enterré dans le cimetière Baïkov. 
Korotchenko a reçu les médailles et les titres suivants : 
- 1939 : ordre de Lénine pour l'excellence dans l'agriculture
- 1945 : ordre de la guerre patriotique de première classe pour la mise en œuvre réussie du plan d'achat de grain en 1944
- 1964 : héros du travail socialiste, ordre de Lénine, ordre de Souvorov de 1ère Classe
- encore cinq autres fois l'ordre de Lénine [1]

## Littérature
- MM Kozlov, etc. : Velikaja Otetschestvennaja woina 1941-1945: enziklopedija.  Sovetskaja enziklopedija, Moscou 1985, page 369 (russe).